# Bbno$
Александр Леон Гумучан (англ. Alexander Leon Gumuchian, [ɡʊˈmuːtʃən]; нар. 30 червня 1995) — канадський репер і співак, професійно відомий як bbno$ (розшифровується як «baby no money»). Найбільш відомий синглом «Lalala» (з продюсером та автором пісень Y2K), що посів десяте місце в Canadian Hot 100, а також треком «Edamame» 2021 року і численними колабораціями з американським репером Yung Gravy.

## Ранні роки
Народився у Ванкувері, Канада в родині вірменина та матері, яка має швейцарське та датське походження. Навчався вдома, перш ніж пішов до середньої школи. У дитинстві мати заохочувала заняття на фортепіано, однак він мав труднощі з музичною теорією. За його словами, вважав, що в нього гарне відчуття ритму, і йому подобалося грати на джембе, проте майже не слухав музику для задоволення до 15 років.

## Кар'єра

### 2014—2016: Broke Boy Gang і SoundCloud
Почав займатися музикою після травми спини, яка змусила його відмовитися від мрії стати професійним плавцем. Інтерес до репу та музичного продакшну з'явився у нього в 2014 році, коли він разом із друзями експериментував у GarageBand. Вони почали створювати музику просто для розваги і назвали себе Broke Boy Gang. Впродовж приблизно пів року гурт виступав наживо та публікував свої треки в інтернеті, але згодом розпався.
Після цього, у вересні 2016 року Гумучан почав викладати музику на SoundCloud під псевдонімом «bbnomula», де швидко набрав мільйони прослуховувань і підписників. Його музика стала особливо популярною в Китаї, де він згодом збирав аншлаги як хедлайнер на концертах. Він пояснює цю раптову популярність тим, що один з учасників популярного китайського танцювального гурту TFBoys танцював під його трек «Yoyo Tokyo» на власному дні народження.

### 2017–дотепер
У 2017 році bbno$ випустив перший мініальбом Baby Gravy у співпраці з Yung Gravy, після чого у 2018 році вийшов його дебютний студійний альбом Bb Steps і ще один спільний EP Whatever з гуртом So Loki.
Наприкінці 2019 року він випустив альбом Recess, натхненний мультсеріалом Recess, до якого увійшли фіти з Y2K та Trippy Tha Kid. Багато треків з цього альбому зібрали мільйони прослуховувань на Spotify. bbno$ та Y2K отримали визнання за креативний маркетинг синглу «Lalala», використовуючи такі платформи, як Tinder, Instagram, TikTok і навіть Craigslist. Пісня потрапила в топ чартів понад 20 країн і набрала понад мільярд прослуховувань по всьому світу. 17 березня 2023 року трек отримав потрійну платинову сертифікацію від RIAA за понад три мільйони проданих копій у США.
Пізніше у 2019 році bbno$ випустив ще один альбом, I Don't Care at All, що містив кілька синглів, зокрема «Slop», «Pouch» і «Shining on My Ex», останній з яких був записаний разом із Yung Gravy. Увесь альбом спродюсував Y2K.

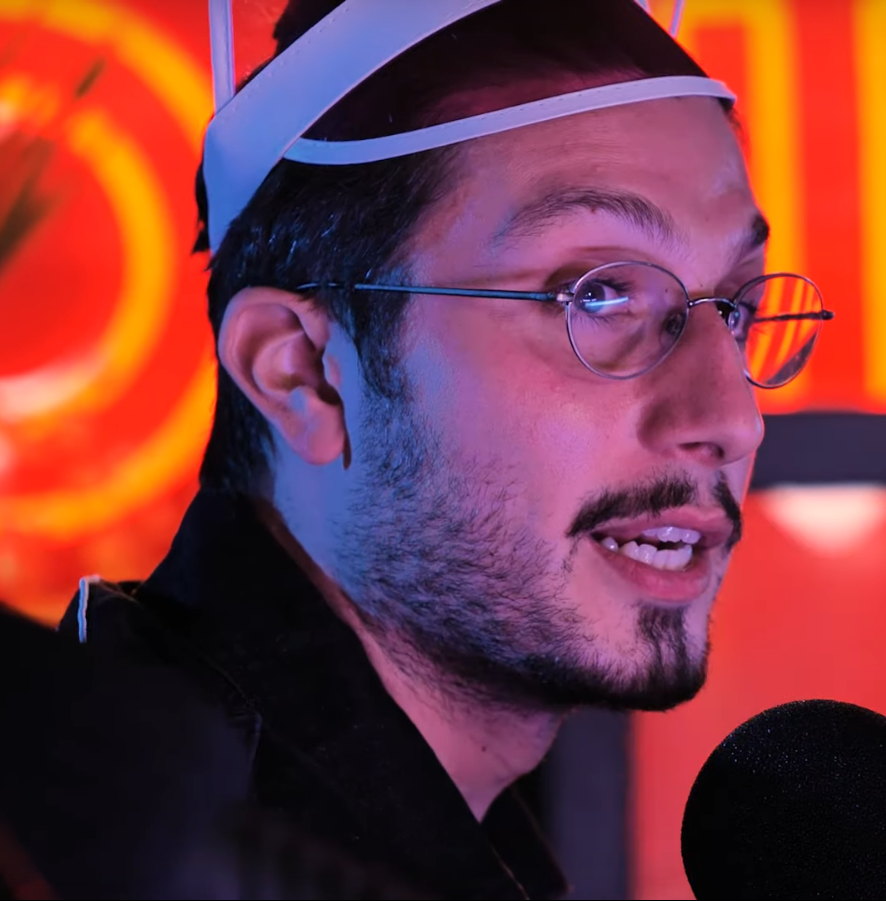
bbno$ у 2020 році

14 лютого 2020 року вийшов альбом Baby Gravy 2 — продовження попереднього спільного EP із Yung Gravy.
У кліпі на сингл «Imma» bbno$ з'являється у дреґ-одязі, подорожуючи містом Вікторія разом із дреґ-королевою Jimbo.
14 травня 2021 року ін випустив п'ятипісенний мініальбом My Oh My. Три треки з нього — «Help Herself», «Bad to the Bone» і ремікс «Help Herself» (із Benee) — вийшли як сингли ще до релізу EP.
24 липня 2021 року вийшов трек «Edamame» у співпраці з Rich Brian, який став головним синглом його мікстейпу Eat Ya Veggies та пізніше був використаний у трейлері до мультфільму Ґарфілд у кіно.
8 жовтня 2021 року вийшов альбом Eat Ya Veggies, а трек «U Mad!» увійшов до оновлення Counter-Strike: Global Offensive від 7 жовтня 2021 року.
21 жовтня 2022 року випустив альбом Bag or Die, до якого увійшли сингли «Mathematics», «Piccolo» та «Sophisticated», а також трек із Yung Gravy «Touch Grass».
У 2023 році bbno$ і Yung Gravy випустили спільний альбом Baby Gravy 3, до якого увійшли сингли «Goodness Gracious», «You Need Jesus», і «Nightmare on Peachtree Street» за участі Freddie Dredd.
У 2024 році bbno$ випустив сім синглів, зокрема «BPOT (Bills Paid on Time)», «Pho Real» (з в'єтнамськими реперами Low G та Anh Phan), «Lil Freak», «It Boy», «Two», «Meant to Be» і «Check». Також він записав трек «Submissive & Breedable» разом із Smosh. Станом на березень 2025 року він випустив ще два сингли.

## Творчість
Описує свій стиль як «оксюморонний реп» — одночасно «безглуздий, але мелодійний». Спочатку слухав важкий басовий дабстеп та хаус від Datsik і Excision, а згодом зацікавився хіп-хопом, зокрема творчістю Тупака, Gucci Mane та Chief Keef.

## Особисте життя
Живе у Ванкувері, хоча раніше мешкав у Келоуні, де у 2019 році здобув ступінь із кінезіології в Університеті Британської Колумбії.

## Bbno$ та Україна
У 2023 році вийшов трек «Ushme, Uturbe», записаний спільно з українським гуртом Kalush.